# Grundsatzkommission
Eine Grundsatzkommission wird von Parteien, Vereinen und Institutionen eingesetzt, um Modelle für deren grundsätzliche strategische Linie und Ausrichtung zu entwickeln. In der Politik haben solche Kommissionen häufig die Aufgabe, Vorlagen für einen wichtigen Parteitag zu erstellen.
Eine Grundsatzkommission analysiert die relevanten politischen, gesellschaftlichen und kulturellen Entwicklungen der Gegenwart und leitet daraus eine Struktur- und Entwicklungsplanung ab, die sie mittel- und langfristig für die sie einsetzende Organisation geboten hält.
Besondere Bedeutung haben Grundsatzkommissionen in den politischen Parteien. Ihre spezielle Aufgabe dort ist die Beratung der Parteiführung und des Parteitags in Fragen politischer Grundwerte und Grundsätze. Die Grundsatzkommission diskutiert Grundfragen und Grundthesen des Selbstverständnisses der Partei. Sie ist so bei der Erarbeitung von Grundsatzprogrammen wesentlich beteiligt und formt das charakteristische Profil der Partei.